# Raittijärvi
Raittijärvi är en sjö i Finland. Den ligger i kommunen Enontekis i landskapet Lappland, i den norra delen av landet, 1 000 km norr om huvudstaden Helsingfors. Raittijärvi ligger 539,9 meter över havet. Arean är 62,3 hektar och strandlinjen är 8,34 kilometer lång. Sjön  ingår i Torne älvs huvudavrinningsområde.   Omgivningarna runt Raittijärvi är i huvudsak ett öppet busklandskap.
I övrigt finns följande i Raittijärvi:
- Aitaussaari (en ö)